# Георги Попгеоргиев
Георги Попгеоргиев е български революционер, деец на Вътрешната македоно-одринска революционна организация и на Българската комунистическа партия.

## Биография
Георги Попгеоргиев е роден в 1888 година в неврокопското село Лъки, което тогава е в Османската империя. Учи в българското педагогическо училище в Сяр и след завършването му става учител. Присъединява се към ВМОРО и става член на Неврокопския околийски революционен комитет. Ръководи нелегалния канал от Неврокоп за Сяр. При Балдевската афера в 1903 година е заловен в Балдево и затворен в Солун.
Освободен в 1908 година, отново се занимава с революционна дейност. При избухването на Балканската война в 1912 година е в доброволческа чета, подпомагаща Българската армия.
Участва в Първата световна война, като на фронта става социалист. След войната на 21 септември 1919 година в къщата му в Лъки е учредена група на БКП, която Попгеоргиев оглавява. В 1922 – 1923 е сред организаторите на Лъкинската комуна.
През май 1925 година е арестуван по време на Дъбнишката акция на ВМРО срещу комунистическите дейци в Пиринско и след изтезания е обесен край село Садово.